# Sven Schulze (politico 1971)
Sven Schulze (Rochlitz, 16 ottobre 1971) è un politico tedesco, sindaco di Chemnitz dal 25 novembre 2020.